# Выборы главы Республики Тыва (2021)
Досрочные выборы главы — председателя правительства состоятся в Республике Тыва с 17 по 19 сентября 2021 года в единый день голосования, одновременно с выборами в Государственную думу.
Глава — председатель правительства республики избирается сроком на 5 лет.
На 1 июля 2021 года в Тыве было зарегистрировано 199 161 избирателей, из которых около 36,4 % (72 516 избирателей) в Кызыле.

## Предшествующие события
7 апреля 2021 года президент России Владимир Путин принял досрочную отставку главы Тувы Шолбана Кара-оола. Срок полномочий Шолбана Кара-оола истекал 22 сентября 2021 года. Одновременно президент назначил врио главы республики бывшего мэра Кызыла, гендиректора АО «Тываэнергосбыт» Владислава Ховалыга.

## Ключевые даты
Регистрация кандидатов с 25 июля до 4 августа, окончание срока регистрации — 13 августа.

## Кандидаты
| № | Кандидат          | Возраст              | Должность (на момент выдвижения)                                                                                | Субъект выдвижения                        | Статус                 |
| - | ----------------- | -------------------- | --- | ----------------------------------------- | ---------------------- |
| 1 | Айланмаа Кан-оол  | 53 года (05.04.1972) | директор ГБПОУ РТ «Кызылский колледж искусств им. А. Б. Чыргал-оола»                                            | Российская экологическая партия «Зелёные» | Зарегистрирована       |
| 2 | Олег Пономаренко  | 50 лет (13.04.1975)  | временно не работающий                                                                                          | Казачья партия Российской Федерации       | Отказано в регистрации |
| 3 | Виктор Попов      | 53 года (30.04.1972) | региональный директор ООО «Газпромнефть-Региональные продажи»                                                   | ЛДПР                                      | Отказано в регистрации |
| 4 | Андрей Сат        | 59 лет (20.08.1965)  | специалист отдела фиксации нарушений ГУП РТ «Центр организации дорожного движения»                              | Партия Роста                              | Зарегистрирован        |
| 5 | Чойгана Седен-оол | 53 года (22.04.1972) | учитель русского и тувинского языков МБОУ «Дус-Дагская СОШ Овюрского кожууна»                                   | КПРФ                                      | Зарегистрирована       |
| 6 | Владислав Ховалыг | 57 лет (24.12.1967)  | временно исполняющий обязанности главы                                                                          | Единая Россия                             | Зарегистрирован        |
| 7 | Владимир Чесноков | 65 лет (01.01.1960)  | и. о. заместителя председателя по жизнеобеспечению и жилищно-коммунальным вопросам в администрация пгт. Каа-Хем | Коммунисты России                         | Зарегистрирован        |

Избирательная комиссия Тывы зарегистрировала пять кандидатов на выборы главы Республики 2021 года. Ими стали: Владислав Ховалыг, Андрей Сат, Владимир Чесноков, Айланмаа Кан-оол и Чойгана Седен-оол. Виктор Попов и Олег Пономаренко не прошли муниципальный фильтр. Первый — не смог собрать достаточное количество достоверных подписей и предоставить необходимые документы. Второй — не предоставил в нужный строк требуемые документы.

## Результаты
На досрочных выборах главы Республики Тыва с результатом 86,81 % голосов победил врио главы региона Владислав Ховалыг. Второе место завоевала Чойгана Седен-оол. За нее отдали свои голоса 4,04 % избирателей, пришедших на выборы.
| Место | Место | Кандидат          | Голосов | %     |
| ----- | ----- | ----------------- | ------- | ----- |
|       | 1.    | Владислав Ховалыг | 142 159 | 86,81 |
|       | 2.    | Чойгана Седен-оол | 6623    | 4,04  |
|       | 3.    | Айланмаа Кан-оол  | 5617    | 3,43  |
|       | 4.    | Владимир Чесноков | 4204    | 2,57  |
|       | 5.    | Андрей Сат        | 3312    | 2,02  |